# Leith
Leith [li:θ], gaelsky Lìte, je přístavní čtvrť města Edinburghu ve Skotsku. Nachází se severně od centra, při ústí řeky Water of Leith do zálivu Firth of Forth v Severním moři. Coby hlavní námořní přístav skotské metropole má Leith významné místo ve skotských dějinách.
Poprvé je zmiňován roku 1128 jako Inverlet (čili Inverleith, tedy vlastně „ústí Leithu“). Po staletí byl pod správnou Edinburghu, roku 1833 byl vyčleněn jako samostatná obec a roku 1920 opět připojen k Edinburghu. Od roku 2007 tvoří jeden z jeho 17 městských obvodů.
Díky dopravně výhodné poloze se zde vyvinulo středisko skotského průmyslu, jmenovitě sklářství, mydlářství, skladování lihovin, zpracování olova, rafinování cukru, obecně obchodu a přirozeně také rybářství, velrybářství a loďařství. Během 20. století došlo k úpadku řady těchto odvětví a Leith postihla chudoba a vystěhovalectví. Od konce 80. let dochází postupně k revitalizaci, také díky plánovitému rozvoji ze strany města i skotské vlády.

## Odraz v kultuře
Do Leithu 80. let je zasazen román Trainspotting od Irvina Welshe.

## Galerie

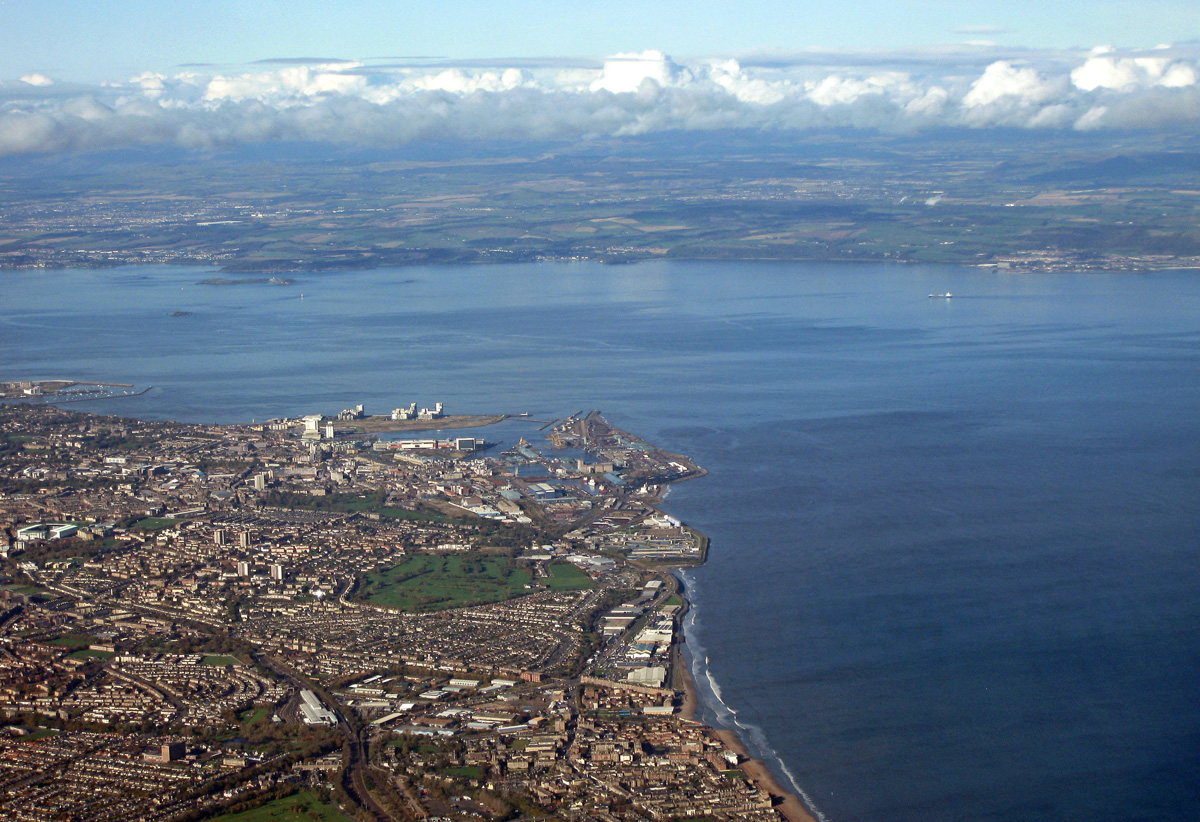
Celkový pohled na Leith a záliv Firth of Forth
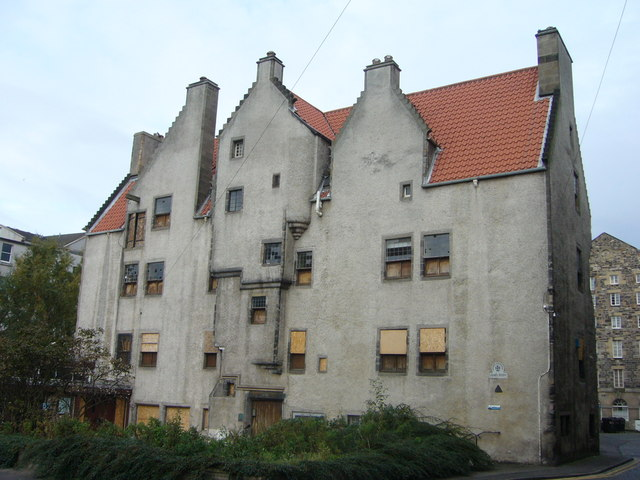
Lamb's House
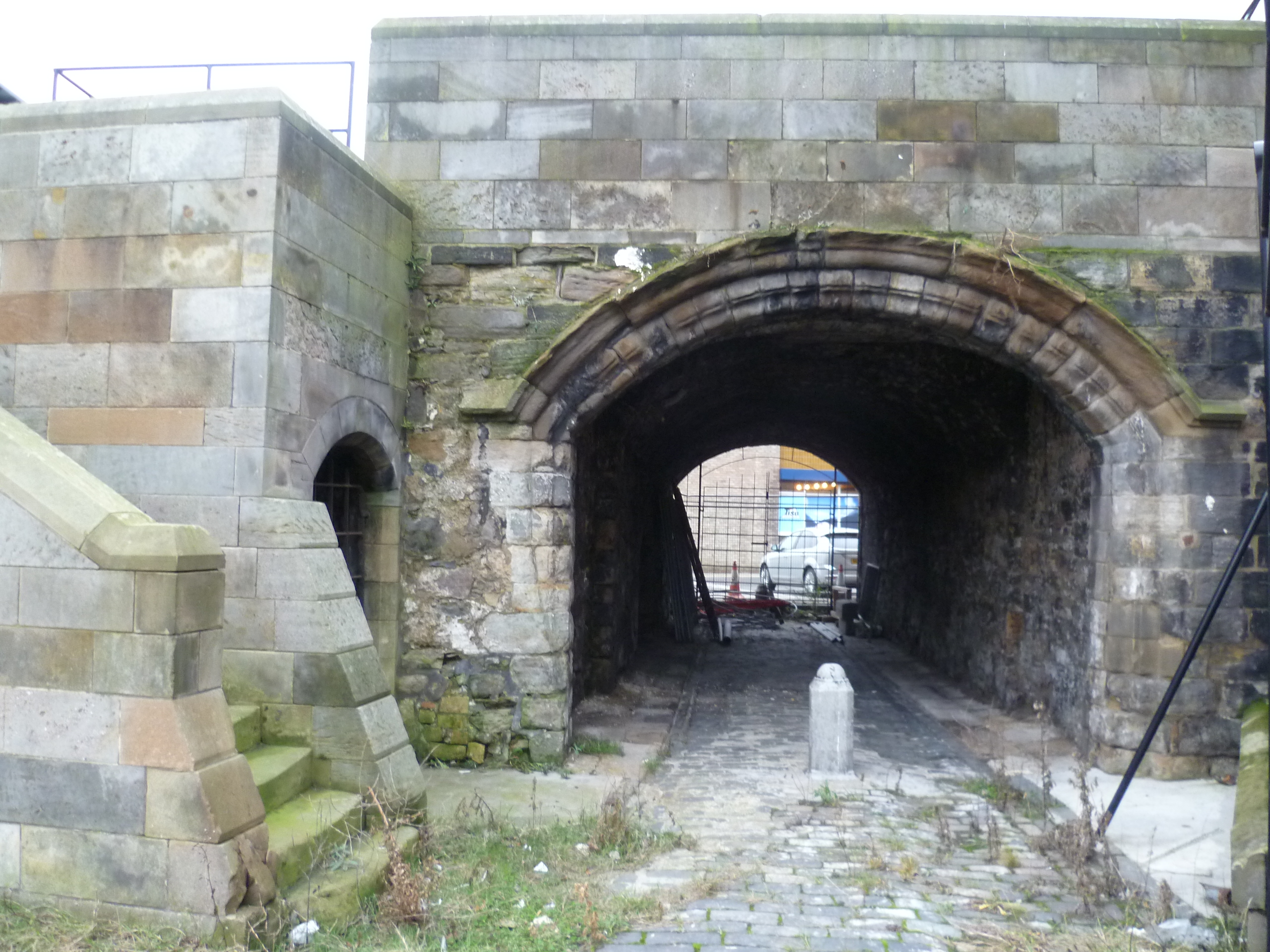
Zbytky citadely
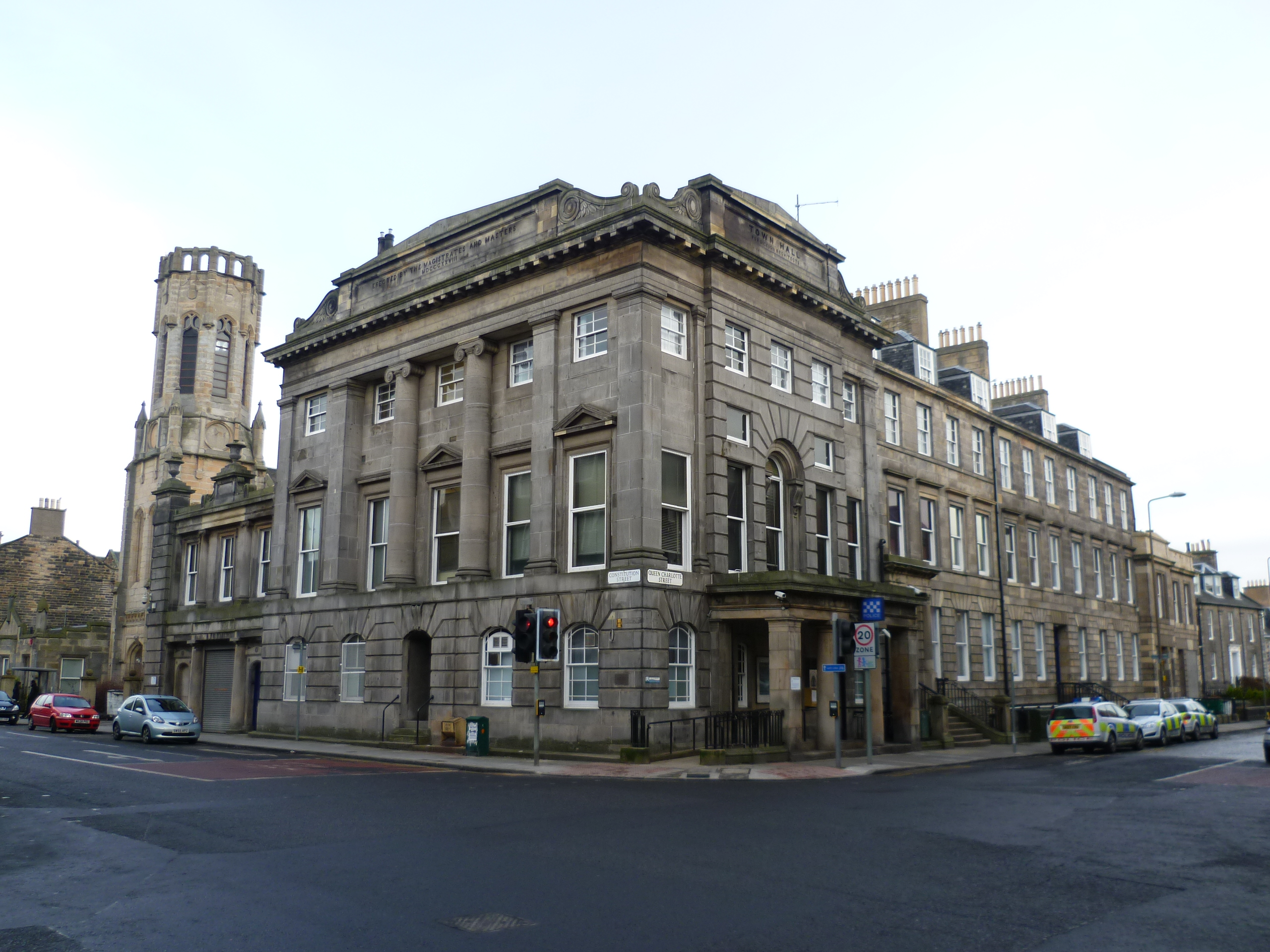
Policejní stanice, bývalá radnice
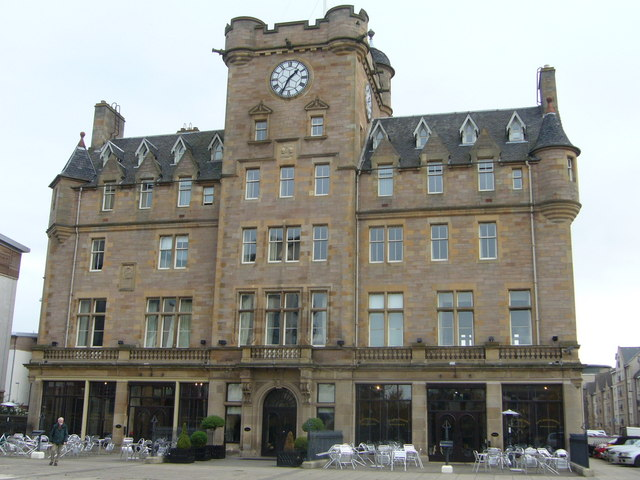
Hotel Malmaison
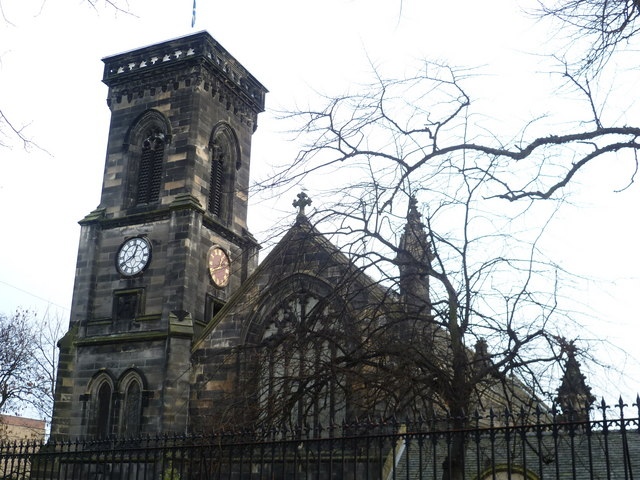
Farní kostel pro jižní Leith
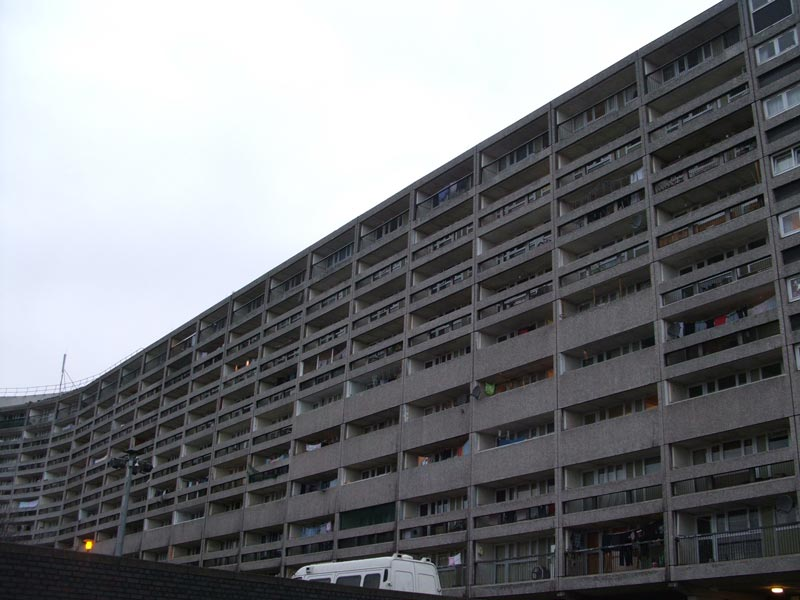
Tzv. „Banánové byty“
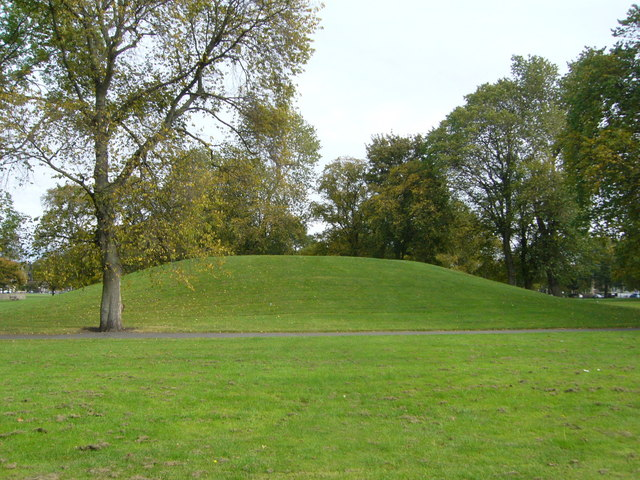
Val „Giant's Brae“